# الحزب الإسلامي الفنلندي

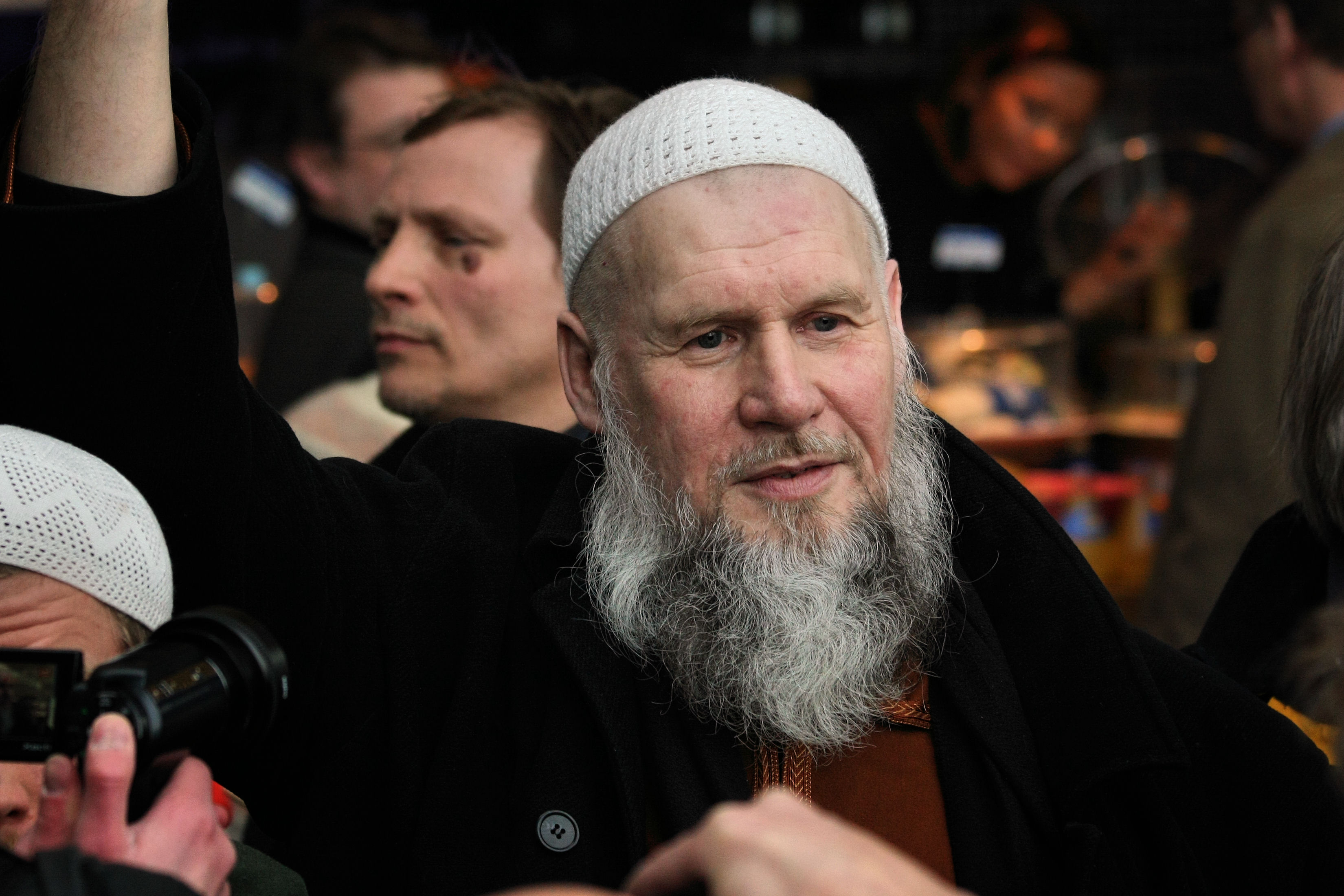
رئيس الحزب عبد الله تامي

الحزب الإسلامي الفنلندي (بالفنلندية Suomen islamilainen puolue) جمعية سياسية مسجلة في فنلندا، تسعى للحصول على تسجيل حزب سياسي. أسسها في أيلول سبتمبر 2007 م عبد الله تامي. مؤسسوه فنلنديون تحولوا إلى الإسلام.

## وصلات خارجية
- الحزب الإسلامي الفنلندي - الموقع الرسمي